# ベッド
1. シングルベッド
2. ダブルベッド
3. 2段ベッド
4. 3段ベッド
5. ロフトベッド

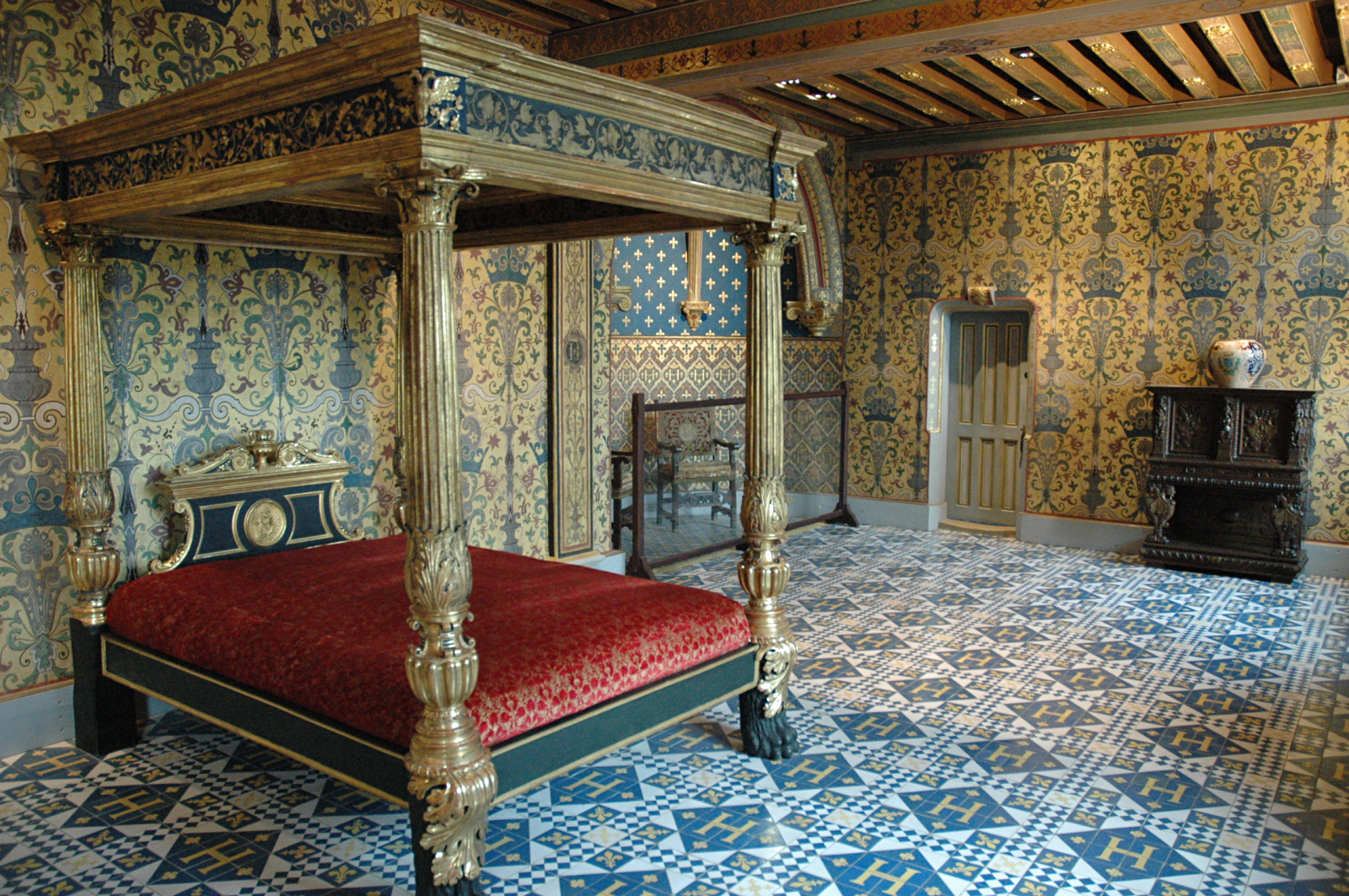
西洋の王室のベッド 天蓋付き（Canopy bed）で、必要に応じてカーテンを巡らせることもできる

ホテルなどで行われるベッドメイキングの例

ベッド、ベット（英語: Bed、ドイツ語: Bett）は、寝具の一種。寝床支持台のことで現代では掛寝具（毛布、ベッドカバーなど）や敷寝具（敷シーツ、ベッドパッド、マットなど）とともに用いることが多い。寝台（）と訳される場合もある。

## 歴史

### 先史時代
ゴリラやボノボ、オランウータンなどの霊長類は枝葉を利用して寝床を作ることが知られている。2300万年から500万年前、つまり人類史が始まる以前に、類人猿は木製の枕を含む寝台一式を作り始めていた。
石器時代の人類は殺虫成分のある芳香植物の葉を重ねたマット状のものを使用していた。
2020年8月には科学者が少なくとも20万年前の最古の草ベッドを発見したと報じられた。これはそれまでの既知の最古のベッドよりも大幅に古いものだった。ベッドの下に虫除け植物と灰の層があったことから、時々、古くなった草のベッドを焼くことで、清潔を保ちつつ虫除けも兼ねていたのではないかと推測されている。

### 古代

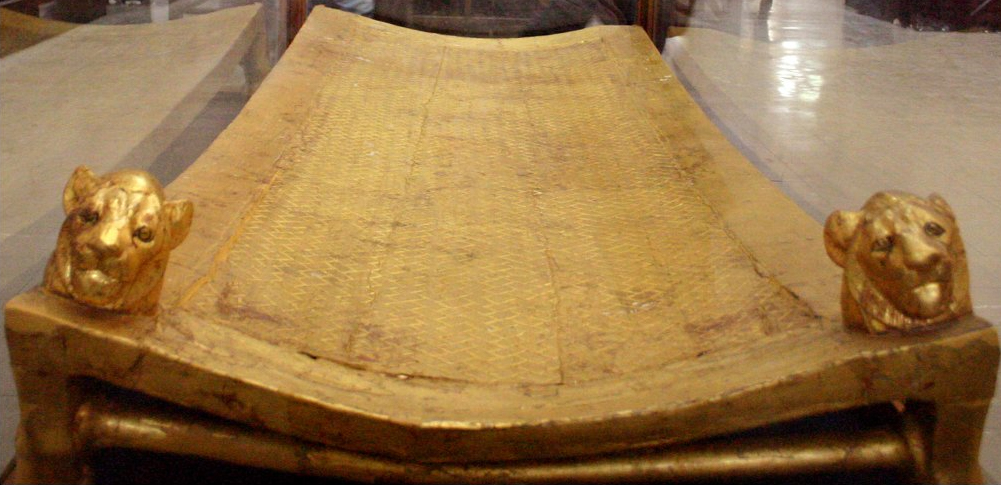
ツタンカーメンの金色ベッド。紀元前14世紀。

南アフリカのシブドゥ洞窟で紀元前3600年頃のベッドが発見されている。このベッドはカヤツリグサ科やその他の単子葉植物の上に、クスノキの植物（Cryptocarya woodii）の葉を並べていた。
現代のベッドの原形は古代エジプトで誕生したと言われており、植物の蔓葉の筋などを網目状にした床板で多くの埋葬品や壁画にも残されている。ただし、古代エジプトのベッドには枕止めのヘッドボードがなくフットボードしかなく枕ではなくヘッドレストを使用した。
現代のような寝具としての枕の使用の起源は古代のメソポタミア、バビロニア、アッシリア、フェニキア時代といわれており、枕の発生によりベッドにはヘッドボードが設けられるようになった。
ベッドは睡眠だけでなく、古代には食事や読書にも使用された。古代ギリシャなどのベッドは日中は長椅子として使用される家具でもあった。また、古代には死者の安置にも使用された。
ローマ帝国時代にはキュビキュルムというベッドルームの前身にあたる部屋が設けられるようになった。

### 中世から近世
中世になると日常的にベッドで食事をとる習慣がすたれ、ベッドはもっぱら安眠や休息のための場所となった。14世紀初頭には天井からの塵を防ぐための天蓋付きベッドが現れたが、天蓋付きベッドが上流階級の部屋に広くみられるようになるのは15世紀以後のことである。
プライバシーを確保するため、財力のある者は壁をうがち、アルコーヴと呼ぶ大きな横穴型ベッドを室内に作るようになる。アルコーヴは入り口部分にカーテンを取り付けると、狭いながらも個室になる。アルコーヴは、アラビア語の「アルコバ」という言葉が語源で、「アラブ人が眠る天幕」という意味。やがてアルコーヴは、現代のような独立ベッドへと変化する。キャノピーもしくはテスターと呼ばれる天蓋が付き、ドーサと呼ぶカーテンを、天蓋の周囲に吊るようになる。
16世紀になると天蓋を支える柱やヘッドボードに彫刻が施されるなど装飾が加えられるようになった。絶対王政期にはベッドは謁見の場所としても用いられた。エリザベス1世の時代になると上流階級で天蓋（キャノピー）の付いたベッドが流行した。

### 近現代
19世紀になると生活空間に合わせたベッドが設計されるようになり、部屋の壁に折り畳んで収納できるベッドや、戸棚に組み込んだ形式のベッドも見られるようになった。
ナポレオン・ボナパルトは19世紀初めの軍事遠征用に折り畳み式ベッド（デズゥッシュ、真鍮製）を6台注文しており、フレームが折り畳め、収納輸送が可能となっており、天幕ともなった（死去した際も同型のベッドを使用している）。

### 日本での歴史
日本では和歌山県の西田井遺跡から木幹跡が発見されており、現代のベッドに似た寝具であったと推測されている。奈良時代には中国からベッドが伝来し、聖武天皇が使用した御床（ごしょう）が正倉院に献納されている。平安時代には公家や貴族などが畳を積み重ねて寝台にしていた。
ただ、古代エジプトが発祥とされるベッドの伝播のルートは詳しく分かっておらず、西洋とは使用される敷物も異なっていた。
江戸時代には、出島における外国人の商館においてベッドが用いられていた。
日本に西洋からベッドが導入されるようになったのは明治時代のことである。未だ畳の上で寝る形式が普通であった日本ではあまり広がらず、病院や軍隊など、特殊な生活環境を要求される際に使用するもの、あるいは舶来趣味の意味合いが強かった。日本に外来語としてこの語が入ってきた当時は「ベット」とも呼ばれていた。ドイツ語ではBettであり、ドイツ医学由来の呼び名を使っていた医療現場を中心にベッドが納入されていたために、その影響もあったのではないかとも言われる。英語教育の浸透した戦後世代からは「ベッド」と呼ぶ人も増えていったと見られる。
高度経済成長期に折からの団地・洋風住宅ブームも相まって、庶民へ普及していき、子供用の二段ベッドが先に普及し、その後ほかのベッドも普及していった。昭和30年代、双葉製作所（のちのフランスベッド）が徹底的な営業戦略（月賦販売）を展開している。この時期、販売ルートは呉服店が担っていたという。

## 構造
- ベッドパット
- マットレス
- ボトム - マットレスを置くベッドの本体部分。前後左右の板をボルトで固定し、左右の板を針金で結び、マットレスを支えるサナを置く。このほかダブルクッションのものや板張りのボードで下部に引き出しを備えるものなどもある。
- 脚（ないベッドもある）
- ヘッドボード - 横になったときに頭の上方に取り付けられているフレーム部分。
- フットボード - 横になったときに足の下方に取り付けられているフレーム部分（ないベッドもある）。
- 宮 - ヘッドボードの部分に取り付けられた照明や小物入れなどのある棚の部分（ヘッドボードのみのベッドもある）。

## 分類

### 大きさ
括弧内の数字は、建築設計者が標準的に用いる参考寸法。宮は長さ＋200mm程度。
- ジュニア
- シングル（幅1,000mm、長さ2,000mm）
- セミダブル（幅1,200mm、長さ2,000mm）
- ダブル（幅1,400mm、長さ2,000mm）
- クィーン
- キング
- カリフォルニアキング
- ロング

実際のベッドの大きさやその呼び方は、国や企業などによって異なる。

### 形態
ヨーロピアンスタイル（ヨーロッパスタイル）
ヘッドボードとフットボードがあるベッド。ヘッドボード部分に小棚（宮）の付いているベッドもある。
ハリウッドスタイル
ヘッドボードはあるものの足元の部分にフットボードがないベッド。ヨーロピアンスタイルの場合と同様にヘッドボード部分に宮の付いているベッドもある。
二段ベッド
上下にベッドを積んだ形状の物。上段を利用するために、はしごが付く。三段ベッドもある。
ロフトベッド
二段ベッドの上段のみ、といった形状。専有面積の広いベッドを上に押し上げ、二段ベッドの下段に相当する部分に、机や箪笥などを置いて、特に狭い環境において空間を有効に使用できる。
折りたたみ
マットレスに金属パイプとキャスターが付いているもの。布団を敷いたまま、マットレスを立てて長さを半分にした形に一人でできる。重量はあるが、キャスターで一人でも簡単に移動できる。
ソファベッド
ソファとベッドが兼用で使用できる構造のもの。ソファの状態から折りたたまれた座面の部分を伸ばすことができ、簡易なベッドになる。
作りつけベッド
室内に造作工事にて製作される後付け家具、什器としての寝台のこと。
ベビーベッド
乳児の転落を防ぐために周囲をサークル（柵）で囲い、また世話のために適当な高さとなっているベッド。柵には動かして遊べるようなものも取り付けられている。
介護用
リモコンひとつで操作でき、背上げ、脚上げと左右にねがえりの機能があり、飲食や読書などを補助するためのベッドテーブルが付属するものある。日本初めてのベッドとしては木村寝台（のちのパラマウントベッド）がある。
医療用
木で作ったシングルベッドがある。
簡易ベッド
更に簡素な構造の物として「コット」（折り畳み式簡易ベッド）がある。分割ジョイント式にされている左右のパイプの間にキャンバスシートがあるのみ。付属している折り畳み式X字脚の上に載せて使う。主として野戦病院や屋外救護所、軍のキャンプで使用するもの。
畳ベッド
ベッドのマットレスの代わりに畳を使用したもの。日本の家屋で洋間が一般的となって以降、「洋間だが畳の上で寝たい」というニーズが増加したことに対応して生まれた。

## マットレス
ベッド用のマットレスは、敷布団の下に使用するウレタンのものと異なり、中にスプリング（コイル）が入っているものが多い。スプリングは鋼鉄製で、スプリング形状にそれぞれ工夫がなされている。形状によって、S式、Z式、ポケットコイル式などがある。体重やサイズによりバネスプリングの硬度が異なるため、用途により選択される。なお、近年はスプリングを用いないもの（ノンコイル）も多く登場している。
木製部分と底面の間に毛布などを敷くことによって、摩擦による表面のほころびを防ぐことができる。3か月ごとに表裏上下を変え、1年で元に戻すなどバランスよく使うことにより、寿命が延びる。
マットレスには片面にのみクッション層があるものと、両面にあるものがあり、後者は裏表両方を使用できる分買い替えの寿命が伸びる。クッション層、カバーを交換可能としたものも製品化されている。

## エピソード
- 業界団体の全日本ベッド工業会により、毎年9月3日がベッドの日（good sleep day）に制定され、一般社団法人 日本記念日協会によって登録された。由来は英語表記の「good sleep day」を「グッ(9)スリ(3)」と読み替えたことに因む[20][21]。